# New Johnsonville
New Johnsonville és una població dels Estats Units a l'estat de Tennessee. Segons el cens del 2000 tenia 1.905 habitants.

## Demografia
Segons el cens del 2000, New Johnsonville tenia 1.905 habitants, 747 habitatges, i 578 famílies. La densitat de població era de 131,6 habitants/km².
Dels 747 habitatges en un 32,5% hi vivien nens de menys de 18 anys, en un 65,6% hi vivien parelles casades, en un 8,8% dones solteres, i en un 22,6% no eren unitats familiars. En el 19,4% dels habitatges hi vivien persones soles el 6,7% de les quals corresponia a persones de 65 anys o més que vivien soles. El nombre mitjà de persones vivint en cada habitatge era de 2,55 i el nombre mitjà de persones que vivien en cada família era de 2,89.
Per edats la població es repartia de la següent manera: un 24,8% tenia menys de 18 anys, un 6,9% entre 18 i 24, un 28,3% entre 25 i 44, un 27,7% de 45 a 60 i un 12,2% 65 anys o més.
L'edat mediana era de 40 anys. Per cada 100 dones de 18 o més anys hi havia 95,9 homes.
La renda mediana per habitatge era de 46.500 $ i la renda mediana per família de 51.406 $. Els homes tenien una renda mediana de 41.161 $ mentre que les dones 22.813 $. La renda per capita de la població era de 20.756 $. Entorn del 6,7% de les famílies i el 8,8% de la població estaven per davall del llindar de pobresa.

## Poblacions més properes
El següent diagrama mostra les poblacions més properes.